# Cătălin Ștefănescu
Cătălin Ștefănescu (n. 29 decembrie 1968, Râmnicu Vâlcea) este un prezentator de televiziune român cunoscut pentru emisiunea Garantat 100%, pe care o și produce. Lista invitaților prezenți în platoul Garantat 100%, de-a lungul timpului, cuprinde personalități de anvergura celebrei actrițe Vanessa Redgrave, a sopranei Sarah Brightman, a scriitorului-filosof Pascal Bruckner, a „guru-ului” branding-ului Wally Olins, a regizorului Andrei Șerban sau a coregrafului suedez Mats Ek, coordonatorul Cullberg Ballet.
A absolvit Facultatea de Litere a Universității Babeș-Bolyai din Cluj-Napoca în 1995, lucrarea de licență pe care a susținut-o fiind despre teatrul antic din Grecia.
A publicat articole în Contemporanul, Steaua, Cotidianul, Canava Odeon și Direcția 9 între anii 1991 și 1998. A condus compartimentul de difuzare și imagine la TVR Cluj, unde a fost și secretar general de redacție. A mai realizat și prezentat emisiunea Întâlnirea de Sâmbătă, difuzată pe TVR 1 și TVR2.

## Volume colective
- Cartea cu bunici, coord. de Marius Chivu -  Gabriela Adameșteanu, Radu Afrim, Iulia Alexa, Adriana Babeți, Anamaria Beligan, Adriana Bittel, Ana Blandiana, T. O. Bobe, Lidia Bodea, Emil Brumaru, Alin Buzărin, Alexandru Călinescu, Matei Călinescu, Daniela Chirion, Livius Ciocârlie, Adrian Cioroianu, Alexandru Cizek, Andrei Codrescu, Denisa Comănescu, Radu Cosașu, Dana Deac, Florin Dumitrescu, B. Elvin, Cătălin Dorian Florescu, Filip Florian, Matei Florian, Șerban Foarță, Emilian Galaicu-Păun, Vasile Gârneț, Cristian Geambașu, Dragoș Ghițulete, Cristian Ghinea, Bogdan Ghiu, Stela Giurgeanu, Adela Greceanu, Bogdan Iancu, Nora Iuga, Doina Jela, Alexandra Jivan, Ioan Lăcustă, Florin Lăzărescu, Dan Lungu, Cosmin Manolache, Anca Manolescu, Angela Marinescu, Virgil Mihaiu, Mircea Mihăieș, Călin-Andrei Mihăilescu, Dan C. Mihăilescu, Vintilă Mihăilescu, Ruxandra Mihăilă, Lucian Mîndruță, Adriana Mocca, Cristina Modreanu, Ioan T. Morar, Ioana Morpurgo, Radu Naum, Ioana Nicolaie, Tudor Octavian, Andrei Oișteanu, Radu Paraschivescu, Horia-Roman Patapievici, Dora Pavel, Irina Petraș, Cipriana Petre, Răzvan Petrescu, Marta Petreu, Andrei Pleșu, Ioan Es. Pop, Adina Popescu, Simona Popescu, Radu Pavel Gheo, Tania Radu, Antoaneta Ralian, Ana Maria Sandu, Mircea-Horia Simionescu, Sorin Stoica, Alex Leo Șerban, Robert Șerban, Tia Șerbănescu, Cătălin Ștefănescu, Pavel Șușară, Iulian Tănase, Antoaneta Tănăsescu, Cristian Teodorescu, Lucian Dan Teodorovici, Călin Torsan, Traian Ungureanu, Constanța Vintilă-Ghițulescu, Ciprian Voicilă, Sever Voinescu; Ed. Humanitas, 2007;
- Răcani, pifani și veterani. Cum ne-am petrecut armata, coord. de Radu Paraschivescu - Radu Paraschivescu, Radu Naum, Adrian Georgescu, Cristian Tudor Popescu, Radu Cosașu, Traian Ungureanu, Șerban Foarță, Călin-Andrei Mihăilescu, Dan C. Mihăilescu, Cătălin Ștefănescu, Tudor Octavian;  Ed. Humanitas, 2008;
- Iubire 13 / Love 13, coord. de Marius Chivu - Mimi Brănescu, Gianina Cărbunariu, Marius Chivu, Andrei Codrescu, Radu Cosașu, Matei Florian, Hanno Hoffer, Radu Paraschivescu, Răzvan Petrescu, Simona Popescu, Ana Maria Sandu, Alex Leo Șerban, Cătălin Ștefănescu; Ed. Art, 2010;
- De la Waters la Similea. Oameni cool scriu despre muzica lor, coord. de Radu Paraschivescu - Cosmin Alexandru, Iulian Comănescu, Andrei Crăciun, Adrian Georgescu, Gabriela Massaci, Călin-Andrei Mihăilescu, Dan C. Mihăilescu, Andi Moisescu, Radu Naum, Radu Paraschivescu, Oana Pellea, Alexandra Rusu, Robert Șerban, Cătălin Ștefănescu; Ed. Humanitas, 2013;